# Djevica Juana
Djevica Juana (špa. Juana la virgen) je venezuelanska telenovela. Glavne uloge tumače Daniela Alvarado, Ricardo Álamo i Roxana Diaz.

## Sinopsis
Djevica Juana je priča o Juani, djevojci čiji će se život promijeniti nakon što zatrudni, a da nije imala seksualne odnose. I o Mauriciju, čovjeku koji je opsjednut time da postane otac, po bilo koju cijenu. Njihovi će se životi spojiti, ali tek nakon oštrih sukoba. Priča je to u kojoj vrijednost žene seže dalje od njenog djevičanstva.
Juana se boji ljubavi. Sentimentalni slomovi u njenoj obitelji učinili su je nepovjerljivom i bojažljivom. No jednog dana počne osjećati neobične zdravstvene tegobe. Nakon odlaska liječniku dobiva neobičnu dijagnozu –  trudna je! Ali kako – pa ona je djevica?!
Odgovor, koliko god bio zagonetan, ipak je banalan. Bila je zabunom podvrgnuta umjetnoj oplodnji. No zbog ozbiljnosti slučaja neodgovorni liječnik uklanja dokaze kako bi prikrio svoju pogrešku.
I dok sve u njenoj sredini postaje konfuzno, u njenom trbuhu raste posljednje oplođeno jajašce čovjeka čiji je san postati otac po svaku cijenu.
Juana će morati trpjeti prijezir pa čak i fanatizam onih koji u njoj vide neku vrstu reinkarnacije Djevice Marije. Ali kad na kraju Mauricio sazna kako jedna nepoznata žena čeka njegovo dijete, počinje očajnička potraga koja traje dok im se životi zbog posla ne spoje, ali tek nakon oštrih sukoba.

## Uloge
| Glumac/glumica         | Lik                           |
| ---------------------- | ----------------------------- |
| Daniela Alvarado       | Juana Perez                   |
| Ricardo Álamo          | Mauricio de la Vega           |
| Roxana Diaz            | Carlota Vivas de la Vega      |
| Juan Carlos Alarcón    | Manuel "Manolito" Ramón Pérez |
| Jonathan Montenegro    | David                         |
| María Alejandra Martín | Ana Maria Perez               |
| Eliana Lopez           | Enriqueta                     |
| Leonardo Marrero       | Alfredo Vivas                 |
| Miguel Ferrari         | Armando                       |
| Manuel Salazar         | Salvador                      |
| Flor Elena González    | Amparo de Vivas               |
| Freddy Galavis         | Pablo "Popeye"                |
| Aura Rivas             | Azucena Perez                 |
| Saul Marin             | Francisco Rojas               |
| Luis Gerardo Nuńez     | Alfonso                       |
| Norkys Batista         | Desirée de Rojas              |
| Eduardo Serrano        | Rogelio Vivas                 |
| Laura Muńoz            | Shiva                         |
| Gabriel López Medrano  | Rafael                        |